# Girl Ray
Girl Ray es una banda de indie rock británica del norte de Londres. Está formada por Poppy Hankin, Iris McConnell y Sophie Moss.

## Historia
Girl Ray lanzó su primera canción a los 16 años, a través del club de sencillos de Moshi Moshi Records.  Su álbum debut, Earl Grey, salió en 2017 y fue elegido Álbum de la Semana por Stereogum, recibiendo críticas positivas. En 2019, la banda publicó su segundo álbum, Girl, que recibió críticas mixtas. En 2023, lanzaron su tercer álbum, Prestige, también con Moshi Moshi, y obtuvo reseñas positivas.